# アジョセ・ディアス
アジョセ・ディアス・ディアス（Ayoze Díaz Díaz、1982年5月25日 - ）は、スペイン・カナリア諸島州サン・クリストバル・デ・ラ・ラグーナ出身の元サッカー選手、サッカー指導者。現役時代のポジションはDF。

## クラブ経歴

### テネリフェとラシン

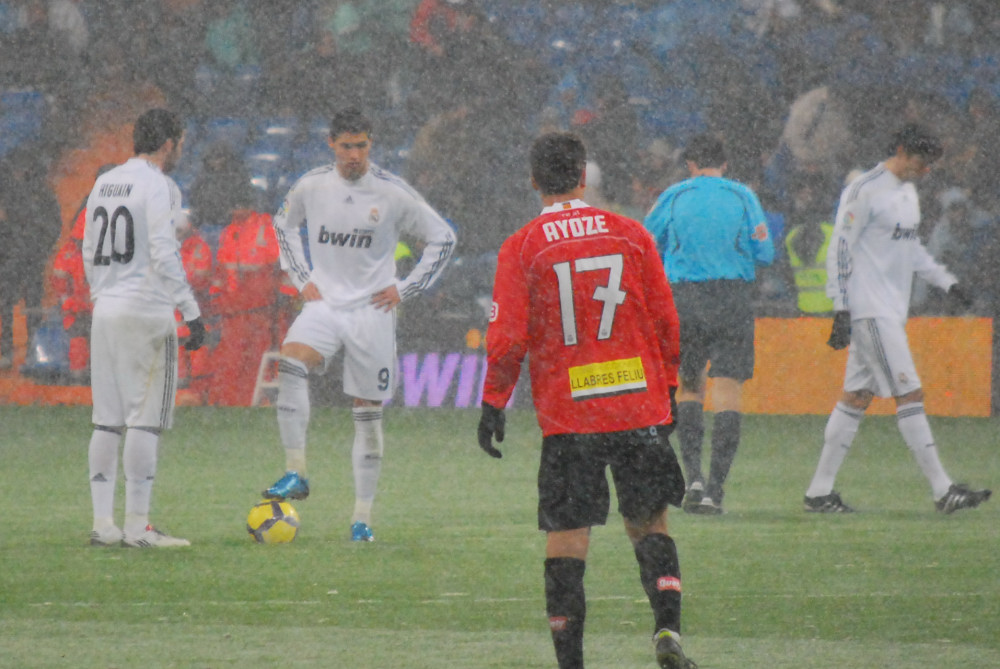
RCDマジョルカでのディアス

カナリア諸島のサン・クリストバル・デ・ラ・ラグーナに生まれ、CDテネリフェのカンテラで育成された。1999-00シーズン、テネリフェのトップチームでプロデビューを果たすと、トップチーム4シーズン目の2002-03シーズン、セグンダ・ディビシオンで35試合に出場し、シーズン終了後にその活躍を受けてラシン・サンタンデールに引き抜かれた。
ラシン・サンタンデールでは、2006-07シーズンに1シーズンのみレンタル移籍で在籍したシウダ・デ・ムルシアを除いて4シーズンを通して公式戦100試合に出場した。また、ラストシーズンとなった2007-08シーズンは、コパ・デル・レイでヘタフェCFに敗れはしたがベスト4に進出した。

### マジョルカ
2008年7月、RCDマジョルカに移籍し、3年契約を交わした。加入1シーズン目はエンリケ・コラレスとのポジション争いに敗れてベンチに座る機会が多かった。しかし、翌シーズンはコラレスからポジションを奪い返し、UEFAヨーロッパリーグ出場権を獲得できるチームのリーグ戦5位フィニッシュに貢献した。
マジョルカをフリーで退団後、デポルティーボ・ラ・コルーニャに2シーズン在籍し、2013年に古巣CDテネリフェに復帰して現役を引退した。

## タイトル

### クラブ
デポルティーボ・ラ・コルーニャ
- セグンダ・ディビシオン : 1回 (2011-12)